# Itheum villosum
Itheum villosum är en skalbaggsart som beskrevs av Oke 1932. Itheum villosum ingår i släktet Itheum och familjen långhorningar. Inga underarter finns listade i Catalogue of Life.